# Grammy Awards 1964
La 6ª edizione dei Grammy Awards si è svolta il 12 marzo 1964.

## Vincitori e candidati

### Categorie principali

#### Registrazione dell'anno
- Days of Wine and Roses* - Henry Mancini
- Dominique - Sœur Sourire
- Happy Days Are Here Again - Barbra Streisand
- I Wanna Be Around - Tony Bennett
- Wives and Lovers - Jack Jones

#### Canzone dell'anno
- Days Of Wine And Roses, scritta da Henry Mancini e Johnny Mercer, eseguita da Henry Mancini
- Call Me Irresponsible, scritta da Sammy Cahn e Jimmy Van Heusen, cantata da Frank Sinatra
- The Good Life, scritta da Sacha Distel e Jack Reardon, cantata da Tony Bennett
- I Wanna Be Around, scritta da Sadie Vimmerstedt e Johnny Mercer, cantata da Tony Bennett
- Wives And Lovers, scritta da Burt Bacharach e Hal David, cantata da Jack Jones

#### Album dell'anno
- The Barbra Streisand Album - Barbra Streisand[1]
- Bach's Greatest Hits - Ward Swingle e The Swingle Singers
- Days of Wine and Roses and Other TV Requests - Andy Williams
- Honey in the Horn - Al Hirt
- The Singing Nun - Sœur Sourire

#### Miglior artista esordiente
- The Swingle Singers
- Vikki Carr
- John Gary
- J's With Jamie
- Trini Lopez

### Pop

#### Miglior interpretazione vocale femminile
- Barbra Streisand - The Barbra Streisand Album
- Eydie Gorme - Blame It on the Bossa Nova
- Peggy Lee - I'm a Woman
- Miriam Makeba - The World of Miriam Makeba
- The Singing Nun - Dominique

#### Miglior interpretazione vocale maschile
- Jack Jones - Wives and Lovers
- Ray Charles - Busted
- John Gary - Catch a Rising Star
- Andy Williams - Days of Wine and Roses
- Tony Bennett - I Wanna Be Around...

#### Miglior interpretazione vocale di un gruppo
- Blowin' in the Wind - Peter, Paul and Mary

#### Miglior registrazione rock 'n' roll
- Deep Purple - April Stevens e Nino Tempo

### R&B

#### Miglior registrazione R&B
- Busted - Ray Charles